# Sansão de Dol
Sansão de Dol (também Samsun; c. 485, Gales do Sul, Gales - 565, Dol,  Neustria, Reino dos Francos) foi um santo galês, que também é contado entre os sete santos fundadores da Bretanha com Paulo Aureliano, Tudual, Brioco, Malo, Padarno e Corentino. Nascido no sul do País de Gales, ele morreu em Dol-de-Bretagne, uma pequena cidade no norte da Bretanha, e era sobrinho de Athrwys ap Meurig.

## Martirológio Romano
Na edição de 2004 do Martirológio Romano da Igreja Católica Romana, Sansão é listado em 28 de julho. Ele é mencionado da seguinte forma: "Em Dol, na Bretanha (morreu) Sansão, abade e bispo, que tendo aprendido o Evangelho e a disciplina monástica no País de Gales de Illtud, espalhou-os em Domnonée." Ele não aparece no atual calendário litúrgico católico romano de santos celebrados anualmente no País de Gales.